# Керон Батлер
Джеймс Керон Батлер (англ. James Caron Butler, нар. 13 березня 1980, Расін, Вісконсин, США) — американський професіональний баскетболіст, що грав на позиції легкого форварда за низку команд НБА. Гравець національної збірної США. Чемпіон НБА 2011 року.

## Ігрова кар'єра
Народився та виріс у Расіні, Вісконсин. Ріс у неблагополучному районі, тому у віці 11 років вже був наркоторговцем, а до 15 років поліція заарештовувала його 15 разів. Але згодом любов до спорту витягнула його з вулиці. Починав грати в баскетбол у команді старшої школи Расін Парк (Расін, Вісконсин). Останні шкільні роки провів у Мейнському центральному інституті (Піттсфілд, Мейн). На університетському рівні грав за команду Коннектикут (2000–2002). На другому курсі університету набирав 20,3 очка та 7,5 підбирання за гру та отримав нагороду Найкращого баскетболіста року конференції Big East. Того ж року допоміг команді дійти до чвертьфіналу турніру NCAA, в якому Коннектикут програв майбутнім чемпіонам Мериленд Террапінс.
2002 року був обраний у першому раунді драфту НБА під загальним 10-м номером командою «Маямі Гіт». Незважаючи на статус новачка, одразу ж завоював місце в стартовому складі, зігравши з перших секунд у 78 матчах сезону. Протягом сезону набирав 15,4 очка та 5,1 підбирання за гру. «Маямі» виграли лише 25 матчів у сезоні, що не завадило Батлеру взяти участь у зірковому вікенді у матчі новачків, а в кінці сезону бути включеним до першої збірної новачків. 
Наступного сезону Батлер зіграв 68 матчах сезону, 56 з яких були у старті. Через кілька травм  він дещо втратив форму, а його результативність впала до 9,2 очок за гру. Команда, за допомоги новачка Двейна Вейда пробилась до плей-оф, де у важкій серії з семи ігор спочатку обіграла «Нью-Орлінс Горнетс», проте поступилася в наступному раунді «Індіана Пейсерз».
2004 року разом з Ламаром Одомом та Браяном Грантом перейшов до складу «Лос-Анджелес Лейкерс» в обмін на Шакіла О'Ніла. Батлер зіграв зі старту у всіх 77 матчах сезону, в яких набирав 15,5 очка за гру з відсотком влучань 44,5%. 
2005 року перейшов до «Вашингтон Візардс», у складі якої провів наступні 5 сезонів своєї кар'єри. Разом з Гілбертом Арінасом та Антуаном Джеймісоном утворили тріо, якому дали назву «Велика трійка» (Big 3). 2007 року зіграв у матчі всіх зірок за команду Сходу. 2008 року знову був запрошений на матч всіх зірок, однак через травму на майданчик не вийшов.
Наступною командою в кар'єрі гравця була «Даллас Маверікс», куди разом з Бренданом Гейвудом та Дешоном Стівенсоном був обміняний на Джоша Говарда, Дру Гудена, Джеймса Сінглтона та Квінтона Росса. Допоміг команді дійти до плей-оф, де, щоправда, Маверікс були розгромлені «Сан-Антоніо Сперс». 4 січня 2011 року після зіграних 29 матчів сезону, переніс операцію та пропустив решту сезону, в якому «Даллас» став чемпіоном НБА.
З 2011 по 2013 рік грав у складі «Лос-Анджелес Кліпперс», яким двічі допомагав пробитися до плей-оф.
2013 року був обміняний до «Фінікс Санз», які в свою чергу обміняли його та В'ячеслава Кравцова до «Мілвокі Бакс». Зіграв за «Бакс» у 34 матчах, в яких набирав 11 очок за гру.
Наступною командою в кар'єрі гравця була «Оклахома-Сіті Тандер», до складу якої приєднався 1 березня 2014 року. Зіграв за «Тандер» 22 матчі в регулярному сезоні та 17 матчів у плей-оф, допомігши команді дійти до фіналу Західної конференції, де сильнішими виявилися «Сан-Антоніо Сперс».
З 2014 по 2015 рік грав у складі «Детройт Пістонс».
Останньою ж командою в кар'єрі гравця стала «Сакраменто Кінґс», до складу якої він приєднався 2015 року і за яку відіграв один сезон.

## Статистика виступів в НБА
| † | Позначає сезон, в якому Керон Батлер ставав чемпіоном НБА |

### Регулярний сезон
| Сезон              | Команда                 | GP  | GS  | MPG  | FG%  | 3P%  | FT%  | RPG | APG | SPG | BPG | PPG  |
| ------------------ | ----------------------- | --- | --- | ---- | ---- | ---- | ---- | --- | --- | --- | --- | ---- |
| 2002–03            | «Маямі Гіт»             | 78  | 78  | 36.6 | .416 | .318 | .824 | 5.1 | 2.7 | 1.8 | .4  | 15.4 |
| 2003–04            | «Маямі Гіт»             | 68  | 56  | 29.9 | .380 | .238 | .756 | 4.8 | 1.9 | 1.1 | .2  | 9.2  |
| 2004–05            | «Лос-Анджелес Лейкерс»  | 77  | 77  | 35.7 | .445 | .304 | .862 | 5.8 | 1.9 | 1.4 | .3  | 15.5 |
| 2005–06            | «Вашингтон Візардс»     | 75  | 54  | 36.1 | .455 | .342 | .870 | 6.2 | 2.5 | 1.7 | .2  | 17.6 |
| 2006–07            | «Вашингтон Візардс»     | 63  | 63  | 39.3 | .463 | .250 | .863 | 7.4 | 3.7 | 2.1 | .3  | 19.1 |
| 2007–08            | «Вашингтон Візардс»     | 58  | 58  | 39.9 | .466 | .357 | .901 | 6.7 | 4.9 | 2.2 | .3  | 20.3 |
| 2008–09            | «Вашингтон Візардс»     | 67  | 67  | 38.6 | .453 | .310 | .858 | 6.2 | 4.3 | 1.6 | .3  | 20.8 |
| 2009–10            | «Вашингтон Візардс»     | 47  | 47  | 39.4 | .422 | .263 | .877 | 6.7 | 2.3 | 1.4 | .3  | 16.9 |
| 2009–10            | «Даллас Маверікс»       | 27  | 27  | 34.4 | .440 | .340 | .760 | 5.4 | 1.8 | 1.8 | .3  | 15.2 |
| 2010–11†           | «Даллас Маверікс»       | 29  | 29  | 29.9 | .450 | .431 | .773 | 4.1 | 1.6 | 1.0 | .3  | 15.0 |
| 2011–12            | «Лос-Анджелес Кліпперс» | 63  | 63  | 29.7 | .407 | .358 | .813 | 3.7 | 1.2 | .8  | .1  | 12.0 |
| 2012–13            | «Лос-Анджелес Кліпперс» | 78  | 78  | 24.1 | .424 | .388 | .833 | 2.9 | 1.0 | .7  | .1  | 10.4 |
| 2013–14            | «Мілвокі Бакс»          | 34  | 13  | 24.1 | .387 | .361 | .839 | 4.6 | 1.6 | .7  | .3  | 11.0 |
| 2013–14            | «Оклахома-Сіті Тандер»  | 22  | 0   | 27.2 | .409 | .441 | .842 | 3.2 | 1.2 | 1.1 | .3  | 9.7  |
| 2014–15            | «Детройт Пістонс»       | 78  | 21  | 20.8 | .407 | .379 | .902 | 2.5 | 1.0 | .6  | .1  | 5.9  |
| 2015–16            | «Сакраменто Кінґс»      | 17  | 1   | 10.4 | .424 | .167 | .833 | 1.3 | 0.6 | .5  | .1  | 3.7  |
| Усього за кар'єру  | Усього за кар'єру       | 881 | 732 | 32.2 | .434 | .348 | .847 | 5.0 | 2.3 | 1.3 | .2  | 14.1 |
| В іграх усіх зірок | В іграх усіх зірок      | 1   | 0   | 16.0 | .143 | .000 | .000 | 4.0 | 1.0 | .0  | .0  | 2.0  |

### Плей-оф
| Сезон             | Команда                 | GP | GS | MPG  | FG%  | 3P%  | FT%   | RPG  | APG | SPG | BPG | PPG  |
| ----------------- | ----------------------- | -- | -- | ---- | ---- | ---- | ----- | ---- | --- | --- | --- | ---- |
| 2004              | «Маямі Гіт»             | 13 | 13 | 39.3 | .386 | .182 | .825  | 8.5  | 2.4 | 2.2 | .5  | 12.8 |
| 2006              | «Вашингтон Візардс»     | 6  | 6  | 43.7 | .416 | .214 | .828  | 10.5 | 2.7 | 2.0 | .7  | 18.5 |
| 2008              | «Вашингтон Візардс»     | 6  | 6  | 41.0 | .460 | .238 | .871  | 5.7  | 3.8 | 1.8 | .2  | 18.7 |
| 2010              | «Даллас Маверікс»       | 6  | 6  | 33.7 | .434 | .304 | .926  | 5.8  | 1.3 | 1.5 | .8  | 19.7 |
| 2012              | «Лос-Анджелес Кліпперс» | 10 | 10 | 26.8 | .359 | .258 | .750  | 3.0  | 1.0 | .6  | .2  | 8.6  |
| 2013              | «Лос-Анджелес Кліпперс» | 6  | 6  | 22.7 | .478 | .250 | 1.000 | 2.7  | .0  | .3  | .3  | 8.5  |
| 2014              | «Оклахома-Сіті Тандер»  | 17 | 2  | 23.8 | .333 | .368 | .800  | 3.2  | .9  | .2  | .1  | 6.5  |
| Усього за кар'єру | Усього за кар'єру       | 64 | 49 | 31.7 | .401 | .289 | .840  | 5.3  | 1.6 | 1.1 | .3  | 11.8 |